# گیسو شاکری
گیسو شاکری (۱۳۳۲ - ) خواننده ایرانی مقیم سوئد و از فعالین حقوق زنان است.

## زندگی‌نامه
شاکری که متولد سال ۱۳۳۲ است در سال ۱۹۸۸ به دلایل سیاسی کشور را ترک کرده و به عنوان یک تبعیدی زندگی در سوئد را برگزید. فعالیت‌های فرهنگی گیسو شاکری ابتدا با اجرای کنسرت موسیقی سنتی در سال ۱۹۸۹ در کشور سوئد آغاز می‌شود. از این تاریخ به بعد است که او به سفر به کشورها و شهرهای گوناگون جهان ازجمله آلمان، انگلیس و فرانسه و آمریکا و… به اجرای کنسرت و سخنرانی می‌پردازد. در همین سفرهاست که او به هنر متعهد و به ویژه مسئله زنان و شرایط دشوار آن‌ها می‌پردازد و بدین ترتیب آلبومهای گیسو بر همین زمینه شکل می‌گیرد.گیسو شاكری از هواداران شورای ملی مقاومت و سازمان مجاهدین خلق ایران است.

## آلبوم‌ها
- تا به کی خموشی (۲۰۰۱)
- شوق رسیدن (۲۰۰۲)
- در ارتفاع جنون (۲۰۰۳)
- اما گفت باید (۲۰۰۵)
- نام چو جاوید شد (۲۰۰۶)
- ترانهٔ کارزار (۲۰۰۷)
- سبزتر از پیش (۲۰۰۷)
- گیسو شاکری از قمر می‌خواند (۲۰۰۸)

نخستین آلبوم گیسو در سال ۲۰۰۱ به نام «تا به کی خموشی» منتشر شد. این آلبوم بازخوانی ترانه‌های دورۀ جنبش مشروطیت در ایران است که خواننده معروف ایرانی قمر الملوک وزیری خوانده‌است. به گفتۀ وی این ترانه‌ها گویای شرایط و زخم‌های جامعه است که با گذشت حدود یک سده همچنان ادامه دارند.
گیسو شاکری در سال ۲۰۱۴ در مصاحبه با سایت «هنر و ادبیات پرس لیت» در مورد قمرالملوک گفت: 
الگوسازی من از قمر این نبود که بخواهم مثل قمر بخوانم. اشتباهی که خیلی‌ها می‌کنند درحالی‌که من هر چقدر هم عالی بخوانم و پیشرفت داشته باشم هرگز نمی‌توانم مثل قمر بخوانم. چون او یک انسان دیگر است با توانایی حنجره دیگری و با نوع صدای جذاب دیگر. چیزی که در اصل برای من در صدای قمر جاذبه داشته، یکی تحریرهای او بوده و یکی هم درکش از شعر زیبا و نیز ادا کردن شعر یعنی اینکه شعر را نمی‌خورده و دقیق می‌دانسته که چه دارد می‌خواند و حسی که با ادای هر کدام از این واژه‌ها ارائه می‌داده است. باید بگویم آنچه که برای من مهم بوده و هست شخصیت هنری او به عنوان یک زن متعهد هنرمند است. او برای من کسی است که به عنوان یک هنرمند متعهد در کنار مردم ایستاد. این برای من ارزشمند بود و نه فقط زیبایی صدایش.
گیسو شاکری در سال ۲۰۱۶ در کنفرانس بین‌المللی در پاریس بمناسبت روز جهانی زن گفت:
«روز جهانی زن سمبل خاص زنان است برای رهایی و برابری. سمبل خواست زنان ایرانی است که در برابر نظام مردسالار سرمایه‌داری و برای رسیدن به رهایی به مبارزه برمی‌خیزند و خواستار جهانی هستند فارغ از قوانین و سنت‌های ارتجاعی و نابرابر.»

## کتاب‌ها
- رها، نه درقفس (داستان کودکان)
- سرم را بی سایه می‌خواهم (دفتر شعر)
- کلثوم ننه (در مورد باورهای خرافی زنان در ۳۰۰ سال گذشته)[۴]

## شعر
- برای کودکان فلسطینی‌ام[۵]

زیتون‌ها خشکیده‌اند
بر شاخه‌های بی برگ
کبوتران در آبی آسمان
پرپر شدند
و
چشم‌های بی گناه تو
که در آسمان به جای پرنده
خمپاره‌ای در پرواز یافت
ویرانی
ویرانی
ویرانی
تابلوی صلح!
کبوتری پرپر شده‌است
با شاخهٔ خشکیدهٔ زیتونی خونین
همهٔ زنگ‌های جهان
از صدای غلتیدن
اشک تو
برخاک
چنان به صدا در می‌آیند
که افلاک از شرم
از گردش
می‌ماند
عدالت!
صدای فریادت
دیوارهای سکوت را می‌شکند
و انعکاس چشم اشکبارت
کهکشان‌ها را به زیر می‌کشد
و من این جا
از بی پناهیت
زبانم لال شده‌است
این همه سبعیت!